# Pseudomicrodes negrita
Pseudomicrodes negrita là một loài bướm đêm trong họ Noctuidae.